# 2023-as német labdarúgókupa-döntő
A 2023-as német labdarúgókupa-döntő a 80. volt a DFB-Pokal, azaz a német labdarúgókupa történetében. A mérkőzést 2023. június 3-án rendezték a berlini Olimpiai Stadionban.
A mérkőzésen a címvédő RB Leipzig és az Eintracht Frankfurt csapott össze. Az RB Leipzig 2–0-ra megnyerte a mérkőzést, ezzel zsinórban második német kupa címét szerezte meg.
Az RB Leipzig a következő szezon elején a német szuperkupa 2023-as kiírásának házigazdája lesz és a 2022–23-as Bundesliga bajnokával, a Bayern Münchennel találkozik. Mivel az RB Leipzig már kvalifikálta magát a 2023–24-es Bajnokok Ligája csoportkörébe, ezért a 6. helyezett Bayer 04 Leverkusen a 2023–24-es Európa Liga csoportkörében, a 7. helyezett Eintracht Frankfurt pedig a 2023–24-es Európa Konferencia Liga selejtezőjében játszhat.

## A csapatok
| Csapat              | Az ezt megelőző döntős szereplések évszámai, félkövérrel szedve a győztes évek |
| ------------------- | ------------------------------------------------------------------------------ |
| RB Leipzig          | 3 (2019, 2021, 2022)                                                           |
| Eintracht Frankfurt | 8 (1964, 1974, 1975, 1981, 1988, 2006, 2017, 2018)                             |

## Út a döntőig
| RB Leipzig            | RB Leipzig  | Forduló                          | Eintracht Frankfurt     | Eintracht Frankfurt |
| --------------------- | ----------- | -------------------------------- | ----------------------- | ------------------- |
| Ellenfél              | Végeredmény | 2022–2023-as német labdarúgókupa | Ellenfél                | Végeredmény         |
| Teutonia Ottensen (V) | 8–0         | 1. forduló                       | Magdeburg (V)           | 4–0                 |
| Hamburger SV (H)      | 4–0         | 2. forduló                       | Stuttgarter Kickers (V) | 2–0                 |
| 1899 Hoffenheim (H)   | 3–1         | A nyolc közé jutásért            | Darmstadt 98 (H)        | 4–2                 |
| Borussia Dortmund (H) | 2–0         | Negyeddöntő                      | Union Berlin (H)        | 2–0                 |
| Freiburg (V)          | 5–1         | Elődöntő                         | VfB Stuttgart (V)       | 3–2                 |

### RB Leipzig
2022. augusztus 30-án az 1. fordulóban a negyedosztályú Teutonia Ottensen ellen 8–0-ra megnyert mérkőzéssel kezdték meg a 2022–2023-as kupa idényt, amelyen Timo Werner mesterhármast szerzett. A következő fordulóban 4–0-ra verte meg hazai pályán a másodosztályú Hamburger SV csapatát. 2023. február 1-jén Emil Forsberg, Konrad Laimer és Timo Werner góljaira a Hoffenheim csapatából csak Kasper Dolberg válaszolt, így a Lipcse a legjobb nyolc közé jutott. A negyeddöntőben a Borussia Dortmund ellen 2–0-ra megnyert találkozón a 22. percben Timo Werner volt eredményes, majd a 98. percben Willi Orbán középről jobbal a bal alsóba lőtte nyolc méterről a labdát, ezzel csapata bejutott az elődöntőbe. Május 2-án a tavalyi döntős Freiburg ellen 5–1-re megnyert mérkőzésen Szoboszlai Dominik két gólt szerzett, valamint Dani Olmo kiosztott három gólpasszt.

### Eintracht Frankfurt
Az 1. fordulóban a másodosztályú Magdeburg ellen 4–0-ra nyertek és jutottak tovább. 2022. október 18-án az ötödosztályú Stuttgarter Kickers ellen a Waldau-Stadionban Randal Kolo Muani és Hrvoje Smolčić góljaival jutottak tovább a a legjobb nyolc közé. A Darmstadt ellen Kolo Muani duplázott a 4–2-re végződő találkozón. A negyeddöntőben az Union Berlin ellen 2–0-ra megnyert mérkőzésen a Frankfurt mindkét gólját Kolo Muani szerezte, mindkét gólpasszt Mario Götze adta neki. 2023. május 3-án az elődöntőben a VfB Stuttgart volt az ellenfelük, a 3–2-re megnyert mérkőzést követően 2018 után ismét a döntőbe került a klub.

## A mérkőzés

### Részletek
| 2023. június 3. 20:00 (CEST) |

| RB Leipzig                | 2–0               | Eintracht Frankfurt |
| ------------------------- | ----------------- | ------------------- |
| Nkunku 71' Szoboszlai 85' | (0–0) Jegyzőkönyv |                     |

| Olimpiai Stadion, Berlin (Németország) Nézőszám: 74 322 Játékvezető: Daniel Siebert (német) |

| RB Leipzig | Eintracht Frankfurt |

| GK          | 21 | Janis Blaswich     |       |       |
| RB          | 39 | Benjamin Henrichs  |       |       |
| CB          | 16 | Lukas Klostermann  |       |       |
| CB          | 4  | Willi Orbán (c)    |       |       |
| LB          | 23 | Marcel Halstenberg |       |       |
| CM          | 27 | Konrad Laimer      | 81'   |       |
| CM          | 8  | Amadou Haidara     |       | 78'   |
| RW          | 17 | Szoboszlai Dominik |       | 90+1' |
| LW          | 7  | Dani Olmo          |       |       |
| CF          | 18 | Christopher Nkunku | 90+1' |       |
| CF          | 11 | Timo Werner        |       | 61'   |
| Cserék:     |    |                    |       |       |
| GK          | 13 | Ørjan Nyland       |       |       |
| DF          | 2  | Mohamed Simakan    |       |       |
| DF          | 22 | David Raum         |       |       |
| DF          | 25 | Sanoussy Ba        |       |       |
| DF          | 37 | Abdou Diallo       |       |       |
| MF          | 10 | Emil Forsberg      |       |       |
| MF          | 24 | Xaver Schlager     |       | 78'   |
| MF          | 44 | Kevin Kampl        |       | 90+1' |
| FW          | 9  | Yussuf Poulsen     |       | 61'   |
| Vezetőedző: |    |                    |       |       |
| Marco Rose  |    |                    |       |       |

| GK             | 1  | Kevin Trapp             |       |     |
| CB             | 35 | Tuta                    |       |     |
| CB             | 20 | Haszebe Makoto          |       | 78' |
| CB             | 2  | Evan Ndicka             |       |     |
| RM             | 24 | Aurélio Buta            |       | 87' |
| CM             | 17 | Sebastian Rode (c)      |       | 70' |
| CM             | 8  | Djibril Sow             |       |     |
| LM             | 32 | Philipp Max             |       | 78' |
| AM             | 15 | Kamada Daicsi           |       |     |
| AM             | 27 | Mario Götze             | 77'   |     |
| CF             | 9  | Randal Kolo Muani       | 90+2' |     |
| Cserék:        |    |                         |       |     |
| GK             | 40 | Diant Ramaj             |       |     |
| DF             | 18 | Almamy Touré            |       |     |
| DF             | 22 | Timothy Chandler        |       |     |
| DF             | 25 | Christopher Lenz        |       | 78' |
| MF             | 6  | Kristijan Jakić         |       |     |
| MF             | 26 | Éric Junior Dina Ebimbe |       | 87' |
| MF             | 29 | Jesper Lindstrøm        |       | 70' |
| MF             | 30 | Paxten Aaronson         |       |     |
| FW             | 19 | Rafael Santos Borré     |       | 78' |
| Vezetőedző:    |    |                         |       |     |
| Oliver Glasner |    |                         |       |     |

| Asszisztensek: Jan Seidel (Oberkrämer) Rafael Foltyn (Wiesbaden Negyedik játékvezető: Daniel Schlager (Hügelsheim) Tartalék játékvezető: Lasse Koslowski (Berlin) Videobíró: Marco Fritz (Korb) Videobíró-asszsztens: Dominik Schaal (Tübingen) | Szabályok - 90 perc játékidő. - Döntetlen esetén 30 perc hosszabbítás. - Ezt követően büntetőrúgások következnek, ha továbbra sincs döntés. - Kilenc nevezhető cserejátékos. - Maximum öt cserelehetőség, hosszabbítás esetén hat. |